# Microsoft SharePoint Designer
Pour les articles homonymes, voir SPD (homonymie).
Microsoft Office SharePoint Designer (SPD) est un éditeur HTML WYSIWYG, remplaçant Microsoft FrontPage, qui vise principalement à la conception de sites Microsoft Office SharePoint Server 2007 et les utilisateurs finaux des workflows pour des sites Windows SharePoint Services.

## Présentation
Il partage son moteur de rendu avec Microsoft Expression Web, la conception de son grand frère Web, et de Microsoft Visual Studio 2008. Microsoft Office SharePoint Designer permet de travailler sur l'habillage des solutions  :
- Microsoft Office SharePoint Server 2007
- Windows SharePoint Services

Microsoft Office SharePoint Designer offre aussi la possibilité de créer des sites personnels avec des modèles.
Microsoft Office SharePoint Designer 2007 s'appuie sur les technologies de Microsoft FrontPage 2003 pour fournir un niveau de prise en charge supplémentaire pour la création et la personnalisation de sites Web Microsoft Office SharePoint Server 2007 (SharePoint / MOSS 2007) de nouvelle génération. Microsoft Office SharePoint Designer 2007 offre une prise en charge des technologies sous-jacentes de la technologie Microsoft Windows SharePoint Services, notamment ASP.NET 2.0, les feuilles de style en cascade (CSS) et Microsoft Windows Workflow Foundation.
Microsoft Office SharePoint Designer 2007, qui est basé sur les technologies Microsoft FrontPage 2003, met l'accent sur la création et la personnalisation de sites Web SharePoint. Expression Web Designer est, quant à lui, un nouveau produit permettant de créer des sites Web basés sur des normes. Les deux produits ont en commun des technologies comme la surface de conception haute fidélité avec une prise en charge des feuilles de style en cascade et ASP.NET.
Microsoft Office SharePoint Designer 2007 s'adresse aux informaticiens et aux concepteurs de solutions métier qui souhaitent développer et optimiser la collaboration entre équipes sous la supervision d'administrateurs de sites et informatiques. Bien que l'utilisation de Microsoft Office SharePoint Designer 2007 ne nécessite aucune connaissance technique, les utilisateurs expérimentés en apprécieront les fonctions complètes. Microsoft Office SharePoint Designer 2007 comporte des volets « Office » et des menus pratiques qui vous éviteront d'écrire du code de balisage ou serveur lorsque vous créez des applications et développez des pages SharePoint attrayantes et marquantes.

## Sauvegardes
Microsoft Office SharePoint Designer 2007, permet de créer des packages Web (3 types de fichiers : .fwp - .cmp - .stp) et ceux-ci, permettent de déplacer tout ou partie d'un site Web sous la forme d'un contenu vide. D'abord, vous choisissez les éléments à intégrer au package et à exporter. Ensuite, il faut importer et déployer le package Web dans un autre site.

## Les rapports
Les administrateurs serveur peuvent accorder ou refuser l'accès à des rapports. Pour exécuter des rapports d'utilisation, il faut disposer de l'autorisation Afficher les données d'utilisation et l'administrateur serveur doit activer la collection de données d'utilisation sur le serveur. Par défaut, la collection de données d'utilisation est désactivée sur le serveur. Les données des rapports générés par Office SharePoint Designer 2007 sont enregistrées sur le serveur qui héberge le site. Le rapport Résumé du site offre un aperçu global du site, ainsi que des liens vers des rapports plus détaillés (ou exporté vers Excel). 

## La communauté
Indépendamment du blog officiel et des divers blogs Sharepoint-connexes de MSDN, les développements de Sharepoint ont été principalement concentrés sur Codeplex, projet ouvert de la source de Microsoft accueillant le site Web. Beaucoup d'entrée de la communauté est concentrée sur les projets communauté-conduits les plus populaires, d'Ajax que la trousse à outils de commande aux Sharepoint templates. Des clubs existent en France, Belgique, Canada, Suisse, etc.